# Temple of the Dog
Temple of the Dog var ett amerikanskt grungeband, aktivt från 1990 till 1992 samt 2016. De släppte endast ett album, det självbetitlade Temple of the Dog, släppt 1991 genom A&M Records.

## Historia
Temple of the Dog startades av Chris Cornell. Efter hans forne rumskamrats död, Mother Love Bone-sångaren Andrew Wood, skrev Cornell två sånger till hans minne: "Say Hello 2 Heaven" och "Reach Down".
Med kompletterande medlemmar från Soundgarden, trummisen Matt Cameron (som senare förenades med Pearl Jam efter uppbrottet med Soundgarden i april 1997) och Pearl Jams huvudgitarrist Mike McCready, kunde bandet börja repetera. 
Bortsett från en konsert bandet gjorde i Seattle, på Off Ramp Café, den 13 november 1990, medan de repeterade och skrev materialet till albumet, hade bandet två möjligheter att framföra materialet live. I oktober 1991 framträdde både Soundgarden och Pearl Jam på Foundations Forum showcase, och 1992 spelade bandet på den sista showen av det årets Lollapalooza-festival. 
2003 höll Temple of the Dog en tredje livekonsert. Vid en Pearl Jam-show den 28 oktober 2003, var Pearl Jam förenade med Chris Cornell på scenen igen och de spelade "Hunger Strike" och "Reach Down". 
Cornells band Audioslave framförde låtarna "Call Me A Dog", "All Night Thing" och "Hunger Strike" på livespelningar under 2005, och Cornell hade även med dem i sina solospelningar 2007.

## Medlemmar
- Jeff Ament – basgitarr
- Matt Cameron – trummor
- Chris Cornell – banjo, munspel, sång
- Stone Gossard – gitarr
- Mike McCready – gitarr